# Anatoli Ponomarjov
Anatoli Ponomarjov (azerbajdzjanska: Anatoli Ponomaryov; ryska: Анатолий Игоревич Пономарёв), folkbokförd Anatyoli Ponomarev, född 12 juni 1982 i Baku, är en azerbajdzjansk före detta fotbollsspelare vars moderklubb är IFK Norrköping.

## Bakgrund och fotbollskarriär
Ponomarjov kom till Sverige som sjuåring då hans pappa, den före detta sovjetiske landslagsmannen Igor Ponomarjov, värvades till IFK Norrköping. Igor blev svensk mästare med IFK Norrköping 1989. När Anatoli var 12 år flyttade familjen till Stockholm.
Anatoli fick i sena tonåren chansen att spela utomlands med RCD Mallorca. Då han och en lagkamrat var ute på en promenad blev de påkörda av en bil och Ponomarev bröt benet. Han flyttade senare till grekiska Skoda Xanthi. Han spelade första gången i Allsvenskan för Kalmar FF 2005, på lån från FK Inter Baku. Efter några år utomlands hade han och flickvännen Anna en längtan efter att flytta hem till Sverige. Ponomarev gjorde mål i debuten mot Elfsborg hemma på Fredriksskans, efter matchen låg han sömnlös. Sammanlagt blev det tre mål på tretton allsvenska matcher för Kalmar.
Inför 2007 köptes han av Gais som tänkt ersättare till James Keene. Ponomarev hade skickat göteborgsklubben en DVD som väckte intresse. Han presenterades tillsammans med Sheriff Suma i december 2006. Kalmar hade varit i kontakt med Ponomarev om en övergång men då de främst såg honom som en yttermittfältare föll valet på Gais istället.

## Efter fotbollskarriären
Ponomarev har arbetat som mäklare i Spanien och är idag delägare i en bilverkstad i Segeltorp, Stockholm.